# Schody Haʻikū
Schody Haʻikū (ang. Haʻikū Stairs), znane również jako Schody do Nieba lub Drabina Haʻikū – strome, 3922-stopniowe schody ze stali wiodące przez łańcuch górski Koʻolau na wyspie Oʻahu, na Hawajach.

## Opis
Schody biegną grzbietem łańcucha górskiego Koʻolau na wyspie Oʻahu. Zostały wzniesione na potrzeby marynarki Stanów Zjednoczonych, by umożliwić obsługę potężnej anteny radiowej na szczycie Puʻu Keahi a Kahoe – tajnego obiektu wykorzystywanego do transmitowania sygnałów radiowych nadawanych przez radiostację w Haʻikū Valley do okrętów marynarki, które operowały na Pacyfiku podczas II wojny światowej. Początkową, drewnianą drabinę zastąpiono drewnianymi schodami, które w połowie lat 50. XX wieku wymieniono na schody ze stali liczące łącznie 3922 stopnie. 
Po zamknięciu w 1958 roku oryginalnej radiostacji funkcjonowała tu eksperymentalna stacja systemu radionawigacyjnego Omega, a w 1972 roku do stacji wprowadziła się Straż Wybrzeża Stanów Zjednoczonych. 
Schody zostały zamknięte dla użytku publicznego w 1987. Pomimo zakazu wstępu wielu turystów podejmowało wspinaczkę. W 2003 roku schody wyremontowano za kwotę 875 000 dolarów. W lutym 2015 roku nad wyspą Oʻahu przeszła ogromna burza, która spowodowała znaczne uszkodzenia schodów. Zakaz wstępu na schody nadal obowiązuje, a miejscowa społeczność toczy debatę nad przyszłością schodów – właściciel terenu, na którym znajdują się schody optuje za ich rozebraniem, a lokalni aktywiści za ich remontem i otwarciem dla turystów.